# Scotopteryx bipunctaria
Scotopteryx bipunctaria är en fjärilsart som beskrevs av Ignaz Schiffermüller 1775. Scotopteryx bipunctaria ingår i släktet backmätare, och familjen mätare. Inga underarter finns listade.

## Bildgalleri

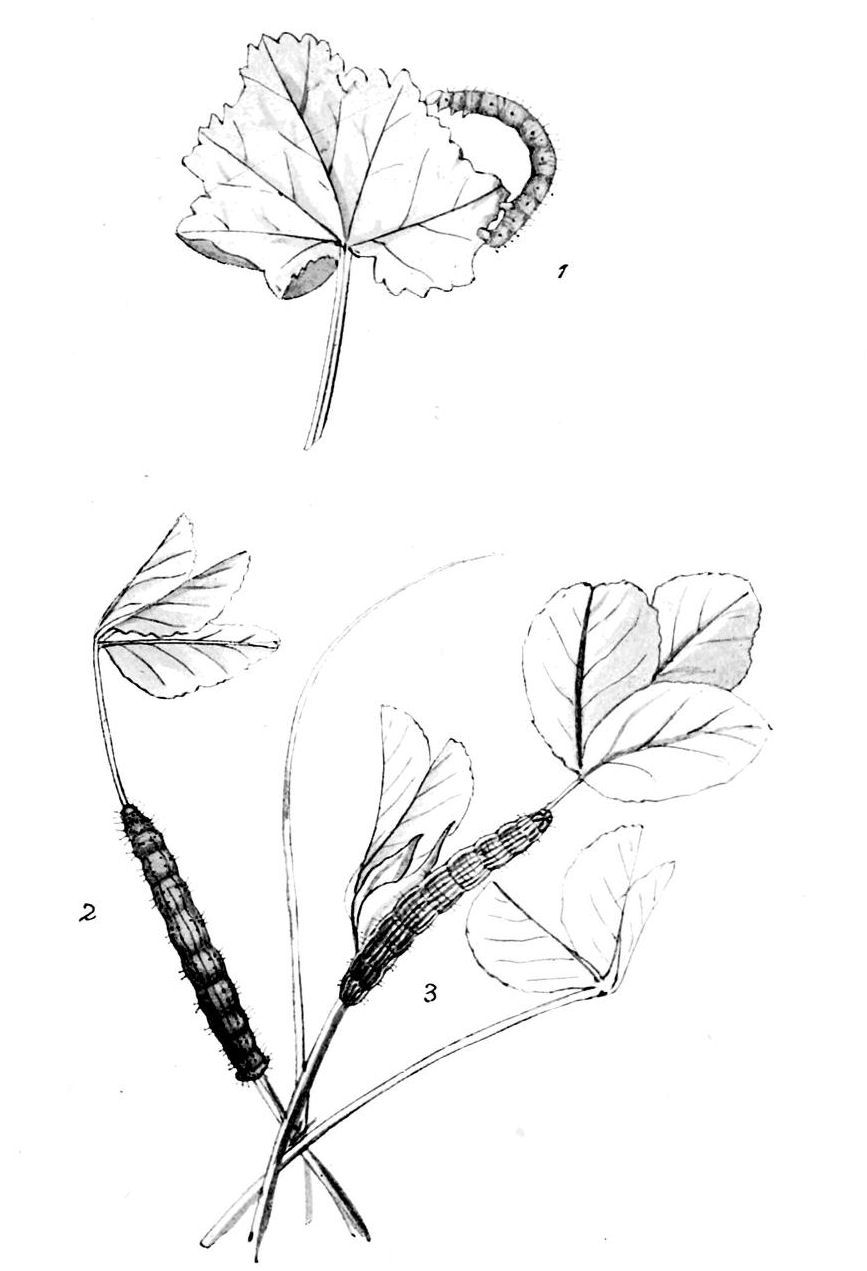
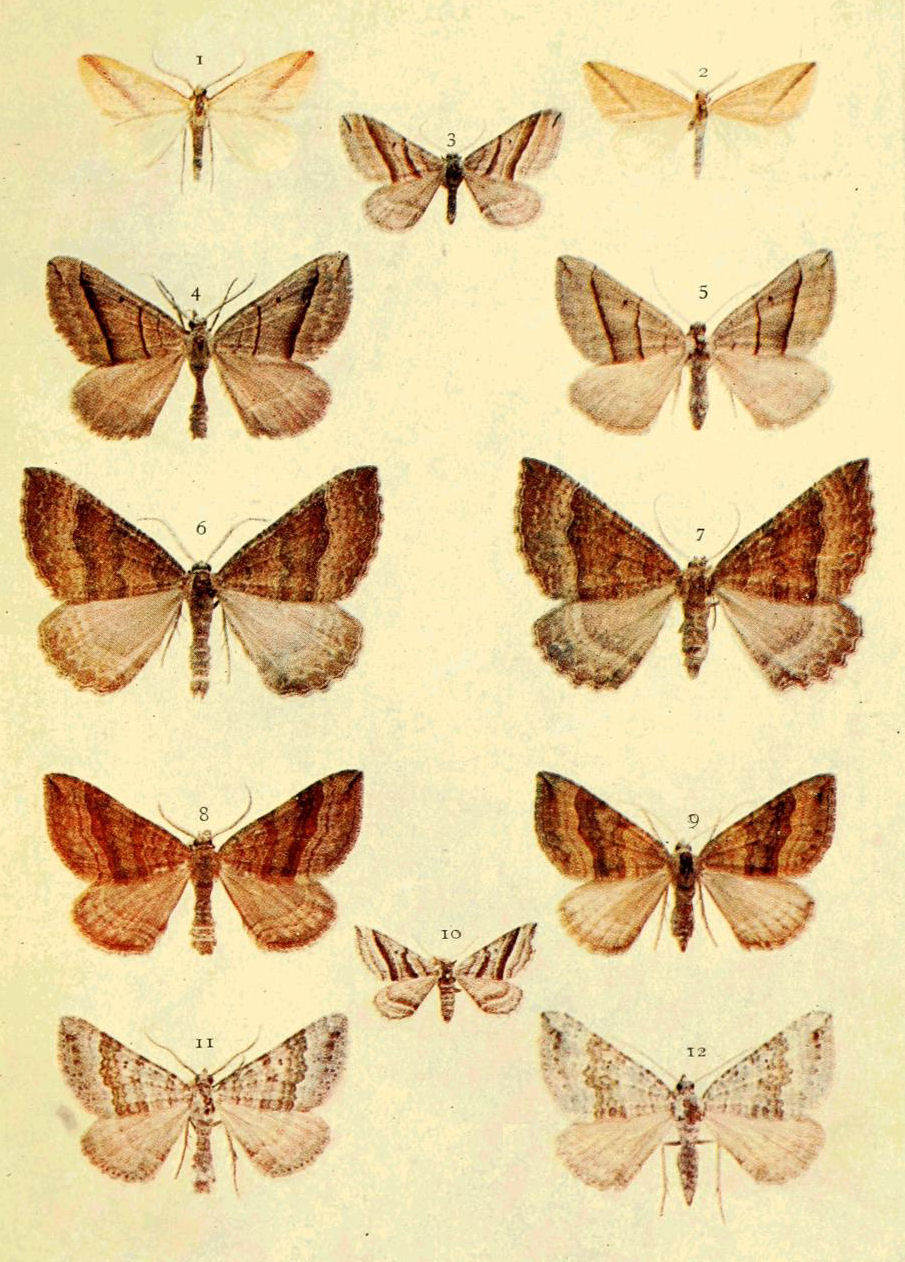
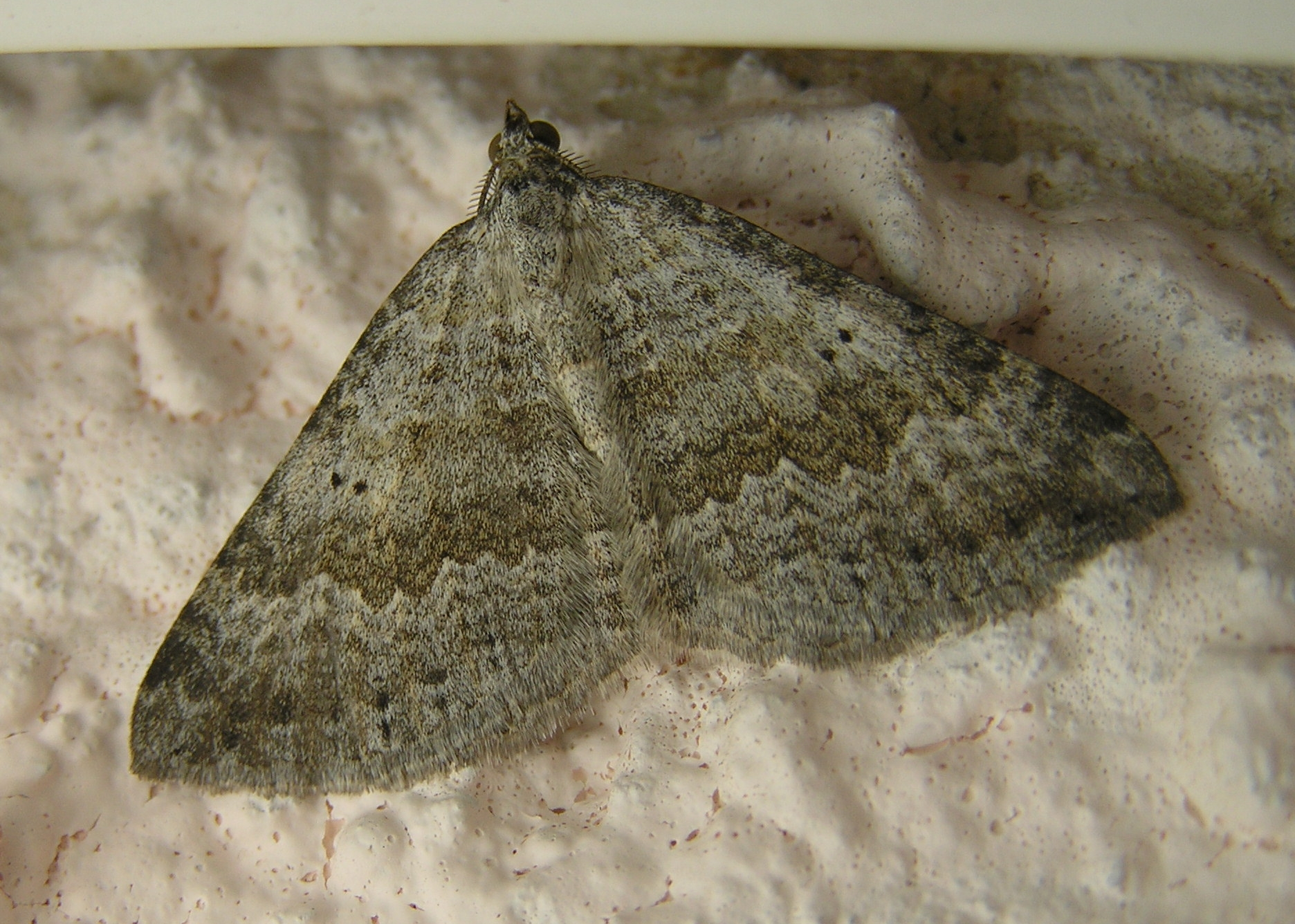